# Wybrzeże moskitów (film)
Wybrzeże moskitów (ang. The Mosquito Coast) – amerykański dramat z 1986 roku w reżyserii Petera Weira, na podstawie książki o tym samym tytule autorstwa Paula Theroux.
Zdjęcia kręcono w Baltimore, Georgii i Belize.

## Fabuła
Allie Fox, zdolny wynalazca, jest przekonany o własnej nieomylności. Kieruje życiem swoim i swojej rodziny w sposób autorytarny, próbując zrównać się z Bogiem. Krytycznie nastawiony do amerykańskiego stylu życia, wywozi swą rodzinę w głąb dżungli, do tytułowego Wybrzeża Moskitów. Utrzymanie ma zapewnić mu produkcja lodu, bo jak twierdzi: „lód to cywilizacja”. Początkowe sukcesy, niestety, uderzają mu do głowy. Stopniowo poddaje się szaleństwu i popada w konflikt z wszystkimi ze swego otoczenia.

## Obsada
- Harrison Ford – Allie Fox
- Helen Mirren – matka Fox
- River Phoenix – Charlie Fox
- Conrad Roberts – pan Haddy
- Andre Gregory – wielebny Spellgood
- Martha Plimpton – Emily Spellgood
- Dick O’Neill – pan Polski
- Jadrien Steele – Jerry Fox
- Michael Rogers – Francis Lungley
- Hilary Gordon – April Fox
- Rebecca Gordon – Clover Fox
- Jason Alexander – Hardware Clerk

## Nagrody i nominacje
Złote Globy 1986
- Najlepszy aktor dramatyczny – Harrison Ford (nominacja)
- Najlepsza muzyka – Maurice Jarre (nominacja)